# Casalvieri
Casalvieri est une commune de la province de Frosinone, dans la région du Latium, dans le Sud de l'Italie.

## Administration
| Période                                  | Période  | Identité | Étiquette               | Qualité |
| ---------------------------------------- | -------- | -------- | ----------------------- | ------- |
| 2009                                     | En cours | Moscone  | Uniamoci per Casalvieri |         |
| Les données manquantes sont à compléter. |          |          |                         |         |

### Hameaux
Calone, Canala, Canalara, Caronte, Carsuolo, Casino Iacobelli, Catallo, Checle, Chierica, Ciampiello, Colle Bandera, Colle Mosca, Collefosse, Conte, Fallena, Frittata, Giuntura, Grotte dell'Acqua, Iacovelli, Iacuccio, Maola, Marchetta, Marrocco, Mole Nuove, Morelli, Morina,pettiglio, Plauto, Pozzuoli, Purgatorio, Roselli, San Leonardo, San Pietro, Scioca, Serracina, Serravoglia, Sorelle, Tirlo, Tirlo Valloni, Tiscio, Togna, Tufo, Vitello, Volpone, Zagarino

### Communes limitrophes
Alvito, Arpino, Atina, Casalattico, Fontechiari, Vicalvi

## Personnalités liées à la ville
- Onorio Colucci, père de l'humoriste Coluche